# Романов, Павел Романович
Павел Романович Романов (1921, Молотов, СССР — ?) — советский футболист, нападающий.

## Биография
Начинал карьеру в местной команде «Крылья Советов» (Молотов).
В 1948 году дебютировал в челябинском «Дзержинце» в первой группе первенства СССР по футболу. Однако из-за несогласованности в расписании команда и ещё 15 клубов были исключены из розыгрыша и их матчи аннулировали. Романов вместе с «Дзержинцем» успел сыграть одну домашнюю встречу с «Авангардом» из Свердловска.
В 1950 году нападающий провел 1 игру в классе «А» за московский «Локомотив».
Также в своей карьере Романов выступал за команды «Локомотив» (Петрозаводск), «Красное Знамя» (Иваново) и команду города Молотова.